# Burkhard Schaeder
Burkhard Schaeder (ur. 27 lipca 1938 w Striegau, zm. 25 grudnia 2010 w Bonn) – niemiecki germanista, językoznawca, gramatyk, leksykograf.

## Życiorys
W latach 1960–1967 studiował na uniwersytecie w Bonn i Wolnym Uniwersytecie w Berlinie germanistykę, historię, filozofię, językoznawstwo. W latach 1962–1963 studiował językoznawstwo ogólne, germanistykę i filozofię na uniwersytecie w Bonn. Do 1976 roku był tam pracownikiem naukowym w zespole badawczym LIMAS, następnie do 1979 był członkiem zespołu badawczego w Instytucie Języka Niemieckiego w Mannheimie. W 1979 doktoryzował się na Uniwersytecie w Essen, do 1988 pracował w Essen jako asystent. W 1987 uzyskał habilitację z germanistyki i językoznawstwa. Od 1989 do emerytury w 2003 pracował na stanowisku profesora germanistyki/językoznawstwa/języków specjalistycznych na Uniwersytecie w Siegen.

## Badania naukowe
Badania naukowe Schaedera dotyczyły leksykologii języka niemieckiego, teorii i historii leksykografii niemieckiej, gramatyki, ortografii, języków specjalistycznych, językoznawstwa stosowanego.

### Publikacje książkowe (wybór)
- (współaut. H. Bergenholtz, H.W. Welter): Die Wortarten des Deutschen. Versuch einer syntaktisch orientierten Klassifikation. Klett-Cotta, Stuttgart 1977

- Lexikographie als Praxis und Theorie. De Gruyter, Berlin 1980
- Germanistische Lexikographie. Niemeyer, Tübingen 1987
- (red.) Lexikon und Lexikographie: maschinell – maschinell gestützt. Grundlagen – Entwicklungen – Produkte. Olms, Hildesheim 1990

- (współred. Peter Braun, Johannes Volmert) Internationalismen. Studien zur interlingualen Lexikologie und Lexikographie (= Germanistische Linguistik, Bd. 102 u. 246). Niemeyer, Tübingen 1990/2003
- (red.) Wortarten. Beiträge zur Geschichte eines grammatischen Problems. Niemeyer, Tübingen 1992
- (red.) Fachlexikographie. Fachwissen und seine Repräsentation in Wörterbüchern. Narr, Tübingen 1994
- (red.) Neuregelung der deutschen Rechtschreibung. Beiträge zu ihrer Geschichte, Diskussion und Umsetzung. Lang, Frankfurt a. M. 1999

- Studienbibliographie germanistische Linguistik. Lang, Frankfurt a. M. 2005
- (współaut. Aleka Rapti): Unilex. Universitätswörterbuch für in- und ausländische Studierende. Universitätsverlag, Siegen 2008
- (współaut. Agnieszka Błażek, Aleka Rapti): Unilex: Universitätswörterbuch Deutsch-Polnisch. Ein Leitfaden zur studentischen Mobilität. Warszawa 2010[3]